# Estrid Fischer
Estrid Margaretha Fischer, född 19 augusti 1872 i Kungsholms församling, Stockholm, död 5 juli 1965 i Engelbrekts församling, Stockholm, var en svensk företagsledare och textilkonstnär. 
Fischer genomgick Åhlinska skolan och Tekniska skolans högre avdelning. Därefter var hon under perioden 1895 till 1935 chef för mönsterateljén hos Nordiska Industriaktiebolaget i Göteborg. Hon beskrev även den samtida interiöra konsten i olika tidskrifter, däribland Göteborgs Aftonblad. 
Hon var dotter till Elis Fischer och dotterdotter till Carl Fredrik Abenius. 

## Utställningar (urval)
- 1901 – Nordiska Industriaktiebolagets höstutställning